# Megachile fletcheri
Megachile fletcheri är en biart som beskrevs av Cockerell 1919. Megachile fletcheri ingår i släktet tapetserarbin, och familjen buksamlarbin. Inga underarter finns listade i Catalogue of Life.